# 모리츠 로젠탈

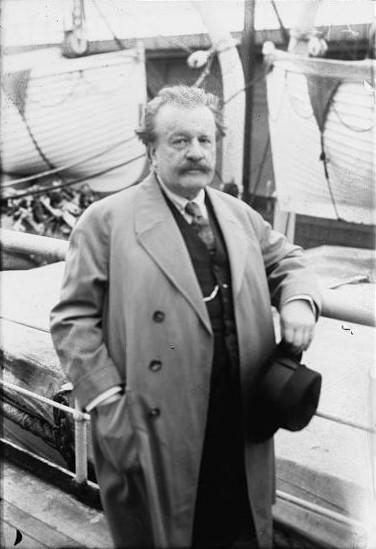

모리즈 로젠탈(Moriz Rosenthal, 1862년 12월 17일~1946년 9월 3일)은 폴란드의 피아니스트이자 작곡가이다. 그는 프란츠 리스트의 뛰어난 제자였으며 요하네스 브람스, 요한 슈트라우스, 안톤 루빈시테인, 한스 폰 뷜로, 카미유 생상, 쥘 마스네, 이사크 알베니스 등 당대 최고의 음악가들의 친구이자 동료였다.

## 생애
로젠탈은 8세에 밑에서 피아노 공부를 시작했다.
1872년 로젠탈은 미쿨리의 제자가 되었다. 그의 데뷔는 1876년 비엔나에서 이루어졌다. 그는 즉각적인 성공을 거두었고 루마니아를 여행한 후 14세에 루마니아 궁정 피아니스트가 되었다. 1878년부터 1879년까지 그는 바이마르와 로마에서 리스트와 함께 공부했다.